# Station-service Texaco d'Ambler
La station-service Texaco d'Ambler, également connue sous le nom de station-service Marathon de Becker, du fait des changements de propriétaires et de fournisseurs, est une station d'essence historique de la route 66. Elle est située dans le village de Dwight, dans l'État de Illinois, aux États-Unis.
Elle est inscrite au Registre national des lieux historiques des États-Unis depuis 2001. Restaurée entre 2005 et 2007, elle a cessé ses activités et a été reconvertie en attraction touristique.